# Mishicot (hrabstwo Manitowoc)
Mishicot – wieś w Stanach Zjednoczonych, w stanie Wisconsin, w hrabstwie Manitowoc.